# Кориа, Чик
Чик Кори́а (имя при рождении — Армандо Энтони Кориа, англ. Armando Anthony “Chick” Corea; 12 июня 1941, Челси, Массачусетс — 9 февраля 2021, Тампа) — американский джазовый пианист и композитор. Один из самых востребованных джазовых музыкантов второй половины XX века, лауреат 25 премий «Грэмми» (1975—2020) и двух латиноамериканских «Грэмми».

## Биография
Родился в семье итальянских иммигрантов. Систематического музыкального образования не получил; первым музыкальным наставником стал отец — трубач бостонского диксиленда, также брал уроки игры на фортепиано у Сальваторе Салло, в течение полугода занимался в Джульярдской школе.
В 1962—1963 годах начал профессиональную карьеру: играл на фортепиано в группах, исполнявших латиноамериканскую эстрадную музыку. В середине 1960-х годов в сотрудничестве с трубачом Блю Митчелом сделал свои первые аудиозаписи. В 1968—1970 годы был пианистом в коллективе Майлза Дэвиса, где играл вместе с Херби Хэнкоком, Джоном Маклафлином, Уэйном Шортером, Джеком Деджонеттом. В 1970 году организовал джазовое трио Circle, деятельность которого, однако, не вызвала сколько-нибудь заметного общественного резонанса.
В 1972 году создал группу Return to Forever, благодаря которой получил широкое признание. В разное время в период существования группы до 1977 года играли бас-гитарист Стэнли Кларк, ударники Аирто Морейра, Стив Гэдд и Ленни Уайт, флейтист и саксофонист Джо Фаррелл, гитарист Эл Ди Меола, пели вокалистки Флора Пурим и Гейл Моран (жена Чика Кориа с 1972). Композиция «Spain» из альбома Light as a Feather (1973) стала джазовым стандартом, среди других снискавших популярность альбомов — Where Have I Known You Before (1974), Leprechaun (1976), Musicmagic (1977).
В России впервые гастролировал с Гэри Бёртоном в июле 1982 года. Из-за обострения советско-американских отношений публичный концерт не состоялся. Кориа и Бёртон выступили для сотрудников американского посольства в Спасо-Хаусе (московской резиденции посла США). Тогда же в Доме композиторов СК СССР музыканты приняли участие в джем-сейшн с советскими джазистами. В 2001 году Кориа выступил в Московской консерватории на фестивале, посвящённом 100-летию Большого зала консерватории. Кроме джазовых пьес, включил в программу концерта свои академические композиции — концерт для фортепиано с оркестром и хоровые пьесы. В 2007 и 2018 годах Кориа выступал в Концертном зале имени Чайковского (Москва), в 2011 году — в Светлановском зале Международного дома Музыки (Москва). В 2019 году Кориа впервые выступил в Большом зале петербургской филармонии.
С 1997 года жил близ города Клируотера во Флориде, построил в городе собственную студию звукозаписи, выступал в местных концертных залах. Умер у себя дома в районе Тампа-Бэй (Флорида) от редкой формы рака, выявленного незадолго до кончины.

### Религиозные воззрения
Чик Кориа был членом Церкви саентологии. По собственному признанию, источником вдохновения некоторых его творческих проектов послужили труды и идеи Рона Хаббарда, приверженцем которых он себя объявлял. Лично с Хаббардом Кориа знаком не был, но вёл с ним активную переписку, выполнял аранжировки его музыки.
Религиозные воззрения музыканта провоцировали публичные конфликты. Так, в 1993 году организаторы чемпионата мира по лёгкой атлетике после соответствующего заявления правительства земли Баден-Вюртемберг отстранили Кориа от участия в концерте, проводимом в рамках турнира. Апелляция музыканта в суд была отвергнута в 1996 году, после чего члены Конгресса США направили правительству Германии письмо с осуждением нарушения прав человека. В дальнейшем Чик Кориа неоднократно выступал на джазовом фестивале в баварском Бургхаузене.

## Дискография

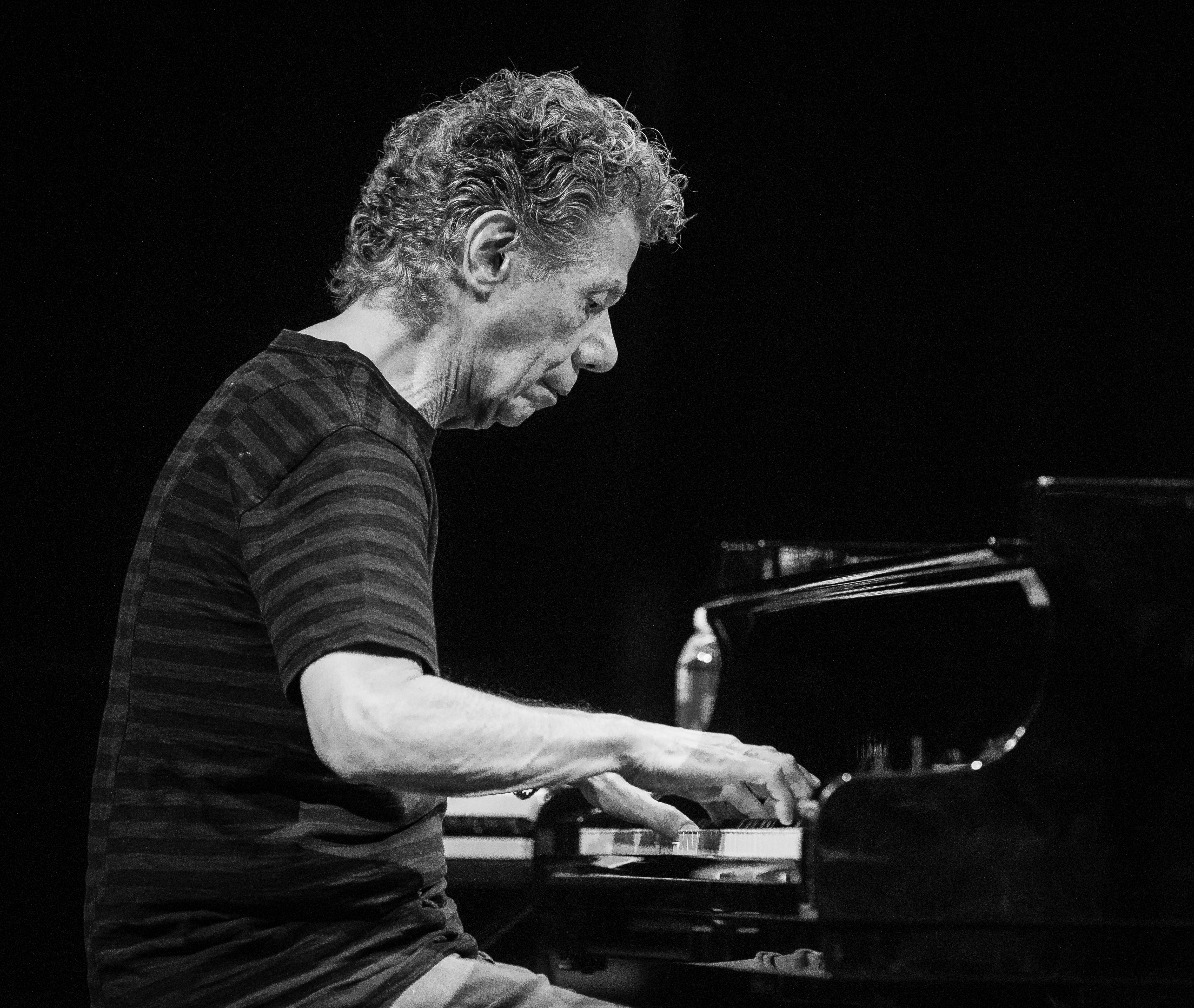
Chick Corea (2018)

### В составеReturn to forever
- Light As A Feather / Лёгкий как перышко (запись 1972, публикация 1973; Polydor)
- Hymn of the Seventh Galaxy / Гимн Седьмой галактики (1973; Polydor)
- Where Have I Known You Before (1974, Polydor)
- No Mystery (1975; Polydor)
- Romantic Warrior / Романтический воин (1976; Columbia)
- Musicmagic / Музыкальное волшебство (1977, Columbia)

### Сольные (выборка)
- Tones for Joan’s Bones (запись 1966, публикация 1968; Atlantic Records)
- Now He Sings, Now He Sobs (1968; Solid State)
- Return to Forever (1972; ECM)
- The Leprechaun / Лепрекон (1976; Polydor)
- My Spanish Heart / Моё испанское сердце (двойник, 1976; Polydor)
- The Mad Hatter / Безумный шляпник (1978; Polydor)
- Secret Agent / Тайный агент (1978; Polydor)

### С Гэри Бёртоном
- Crystal Silence (1973)
- Duet (1979; ECM)
- Lyric Suite for Sextet (1983; ECM)
- Native Sense — The New Duets (1997; Stretch)
- Hot House (2012; Concord Jazz)

### Прочие диски
- Is (1969)
- Sundance (1969)
- The Song of Singing (1970)
- A.R.C. (1971)
- Piano Improvisations Vol. 1 (1971)
- Piano Improvisations Vol. 2 (1971)
- Inner Space (1973; компиляция + 2 не опубликованных ранее трека)
- Round Trip (1974; при участии Садао Ватанабэ, Мирослава Витоуша, Джека Деджонетта)
- Chick Corea (1975)
- Land of the Midnight Sun — с Элом Ди Меолой (1976)
- An Evening With Herbie Hancock & Chick Corea: In Concert (1978)
- Friends (1978)
- Delphi I (1979)
- CoreaHancock (1979)
- Delphi II & III (1980)
- Tap Step (1980)
- Greatest Hits of 1790 (1980, с нью-йоркским оркестром «Philharmonia Virtuosi» под управлением Ричарда Каппа. Среди треков — хиты Моцарта и Бетховена)
- Splendido Hotel — с Элом Ди Меолой (1980)
- Live in Montreux (1981)
- Three Quartets (1981)
- Touchstone (1982)
- Trio Music (1982)
- Chick Corea Compact Jazz (1987)
- Again & Again (1983)
- On two pianos (1983, с Николасом Эконому)
- The Meeting (1983, с Фридрихом Гульдой)
- Children’s Songs (1984)
- Fantasy for Two Pianos with Friedrich Gulda (1984)
- Voyage — with Steve Kujala (1984)
- Open Mind — с Жан-Люком Понти (1984)
- Works (1985)
- Septet (1985)
- Light Years (1987)
- Trio Music Live in Europe (1987)
- Chick Corea Featuring Lionel Hampton (1988)
- Happy Anniversary Charlie Brown (1989)
- Beneath The Mask (1991)
- Play (1992, с Бобби Макферрином)
- Seabreeze (1993)
- Expressions (1993)
- Time Warp (1995)
- The Mozart Sessions (1996, с Бобби Макферрином)
- Live From the Country Club (1996)
- From Nothing (1996)
- Remembering Bud Powell (1997)
- Like Minds (при участии Гари Бёртона, Пата Метени, Роя Хэйнза, Дэйва Холланда, 1998)
- Corea Concerto (1999)
- Solo Piano — Originals (2000)
- Solo Piano — Standards (2000)
- New Trio: Past, Present & Futures (2001)
- Selected Recordings (2002)
- The Complete «Is» Sessions (2002)
- Rendezvous in New York (2003)
- Rhumba Flamenco (2005)
- The Ultimate Adventure (2006)
- The Enchantment (2007, с Бела Флеком)
- 5 Trios — 1. Dr. Joe (с Антонио Санчесом и Джоном Патитуччи, 2007)
- 5 Trios — 2. From Miles (с Эдди Гомесом и Джеком ДеДжонеттом, 2007)
- 5 Trios — 3. Chillin' in Chelan (при участии Кристиана Макбрайда и Джеффа Баллара, 2007)
- 5 Trios — 4. The Boston Three Party (с Эдди Гомесом и Аирто Морейро , 2007)
- 5 Trios — 5. Brooklyn, Paris to Clearwater (с Адрианом Феро и Ричи Баршаем, 2007)
- Five Peace Band Live (с Джоном Маклафлином)(2009)
- Duet (с Хироми Уэхара)(2009)
- Forever (2011)